# パリの連続殺人
『パリの連続殺人』（Theatre of Death）は、1967年に公開されたイギリスの映画。出演はクリストファー・リーなど。

## キャスト
※括弧内は日本語吹替（初回放送1970年9月25日 TBS『金曜映画劇場』）
- フィリップ：クリストファー・リー（穂積隆信）
- ダニ・ジルー：レリア・ゴルドーニ（此島愛子）
- チャールズ：ジュリアン・グローヴァー（堀勝之祐）
- ジョージ：アイヴァー・ディーン
- カール：ヨーゼフ・ファースト

## スタッフ
- 監督：サミュエル・ガルー
- 製作総指揮：ウィリアム・J・ゲル
- 脚本：エリス・カディソン、ロジャー・マーシャル
- 撮影：ギルバート・テイラー
- 音楽：エリザベス・リュトンス